# 宋璟
宋璟（663年—737年12月15日），邢州南和县（今河北省邢台市南和区）人，祖籍广平郡列人县（今河北省邯郸市肥乡区），為唐玄宗開元初期宰相。

## 生平

### 武后時期
宋璟是北魏吏部尚书宋弁的七代孙，五代祖宋钦道是北齐黄门侍郎，高祖宋元节是定州田曹，曾祖宋宏俊是大理丞，祖父宋务本是唐朝栎阳县县令，父亲宋元抚是卫州司户，因为宋璟显贵赠予邢州刺史、户部尚书。宋璟在17歲時進士及第，可謂年少得志。武后執政後，宋璟被重用，逐步由鳳閣舍人（即中書舍人）升遷至御史中丞。武則天的寵臣張昌宗因為私自向相士詢問運程，違反了宮規，宋璟奏請追究，但是武則天則特旨赦免，並命令張昌宗及張易之兩兄弟到他的住所謝罪，宋璟卻拒而不見。宋璟因此與他們結怨，二張屢次欲借故中傷他，但卻不成功。

### 中宗、睿宗時期
李唐復興後，在中宗時，宋璟擔任黃門侍郎。當時宋璟得罪了當權的武三思，因此受到排擠，被外調為貝州刺史。其後因為韋叛亂，中宗被殺，睿宗子李隆基平叛，
睿宗繼位。宋璟重新被起用，睿宗將他由洛州長史調為吏部尚書、同中書門下三品，執掌朝政，這是他首度為相。在這期間，他一改朝廷用人惟親的惡習，提出了用人“雖資高考深，非才者不取”的準則，並且不顧當時擁有極大權勢的太平公主等人的反對及阻饒，罷去昏庸的官員達數千人，並請太平公主出居東都洛陽，以防太平公主謀反，但因此得罪了太平公主，被其中傷，因此反而被罷相，貶為楚州刺史。

### 玄宗開元時期
其後李隆基討平太平公主的叛亂，並從太上皇睿宗手裡奪回三品以上官員任免之權，宋璟被調為廣州都督。這時宋璟仍專注改善民生，教導百姓以磚瓦蓋屋取代簡陋的茅屋及草屋，以減少火災出現的可能。716年，他被調返京師，任刑部尚書，後來姚崇因事退隱，他獲姚崇推薦，再度為相。這時，宋璟再度提出“雖資高考深，非才者不取”的準則。他為防針奸佞小人私下在皇帝耳邊進讒言，提出百官奏事，必定要有諫官、史官在旁的規定。而玄宗亦十分器重宋璟，並以對待老師的禮節對待他，因此宋璟提出的具建設性的提議，通常均被採納。亦因如此，當時朝廷一改以往用人惟親的惡習，並減少了奸佞小人誣諂好人的情況，使開元初期的政局十分清明。宋璟前後為相四年，在720年，他因為壓制犯法官員的申訴，並嚴禁黑錢的流通，得罪了不少權貴，因此被降為開府儀同三司，再度罷相。729年，再度拜為尚書右丞相。733年，以年老為由退休，“仍令全给禄奉”，隱居洛陽。开元二十五年十一月十九日（737年12月15日），宋璟在东都明教里私人住宅中去世，虚岁七十五，唐玄宗哀悼，追赠太尉，谥号文贞公，诏令河南少尹崔释之监护丧事。开元二十六年五月二十九日（738年6月20日），宋璟葬于沙河县太尉乡丞相原家族旧墓。

## 家庭

### 夫人
- 博陵崔氏，沧州刺史崔艺之女，封齐国夫人

### 子
- 宋復，同州司功參軍
- 宋昇，太僕少卿
- 宋尚，漢東太守。生宋寔
- 宋渾，太子左諭德
- 宋恕，都官郎中。生宋袞，太常丞
- 宋延，太原少尹
- 宋華，尉氏令。生宋儼，蘇州刺史；宋佶，河南尉；宋倚，虢州長史
- 宋衡，河西節度行軍司馬、檢校左散騎常侍。生宋倓

### 曾孙
- 宋渤。曾孫宋堅，太樂令

### 七世孙
- 宋處秀，大理正

## 宋璟碑
天寶八年（749年），宋璟第四子御史中丞宋渾請求顏真卿為其父立碑。不久，御史吉溫出於私怨陷害宋渾，謫賀州，建碑之事「緣此中止」。大历七年（772年）九月二十五日，宋璟之孙苏州刺史宋俨为“追念祖父德业”建宋璟碑，立于宋璟墓前。由颜真卿撰写碑文，邢州刺史封演“购他山之石，曳以百牛，潺刻字之工”。不久颜真卿認為前文疏漏，又重新撰文，打算重新补刻，卻因宋璟八子宋衡被吐蕃所俘而作罷，大历十二年（777年）十一月，唐蕃二國和好，宋衡被遣返。大历十三年（778年）春，重新补刻于碑之左侧。

## 評價
史書評宋璟「璟善守文以持正」，又評他「勸諫上皇言語切」，可見宋璟是一位敢於犯顏直諫的賢相。後人亦有「前稱房、杜，後稱姚、宋」之說。因為他與姚崇合力開創了開元盛世，因此被世人合稱為“姚宋”。

## 成語關聯
五代王仁裕著《開元天寶遺事‧有腳陽春》說宋璟體恤民情，朝野一致讚美。時人稱宋璟為“有腳陽春”，因其所到之處，如春天之萬物，受到和煦的陽光照耀，充滿生機。